# Thelypodium wrightii
Thelypodium wrightii är en korsblommig växtart som beskrevs av Asa Gray. Thelypodium wrightii ingår i släktet Thelypodium och familjen korsblommiga växter. Inga underarter finns listade i Catalogue of Life.